# Haliclona calcinea
Haliclona calcinea är en svampdjursart som först beskrevs av Burton 1954.  Haliclona calcinea ingår i släktet Haliclona och familjen Chalinidae.
Artens utbredningsområde är Grenada. Inga underarter finns listade i Catalogue of Life.